# جوزف کوشینسکی
جوزف کوشینسکی (انگلیسی: Joseph Kosinski؛ زادهٔ ۳ مهٔ ۱۹۷۴) کارگردان آمریکایی است که بیشتر به‌خاطر کارهای گرافیک رایانه‌ای و تصاویر کامپیوتری و کارهایش در فیلم‌های اکشن شهرت دارد. او اولین کارگردانی خود را در سینمای بزرگ با فیلم علمی تخیلی ترون: میراث در سال ۲۰۱۰ انجام داد که دنباله فیلم ترون در سال ۱۹۸۲ بود. کارهای قبلی او عمدتاً با تبلیغات تلویزیونی مرتبط با تصاویر کامپیوتری از جمله تبلیغات برای بازی هیلو ۳ و چرخ‌دنده‌های جنگ بوده است.

## ابتدای زندگی
کوشینسکی در مارشال‌تاون، آیووا با تبار فرانسوی-کانادایی بزرگ شد.

## فیلم‌شناسی
فیلم بلند
| سال  | عنوان           | کارگردان | تهیه‌کننده | نویسنده   |
| ---- | --------------- | -------- | --------- | --------- |
| ۲۰۱۰ | ترون: میراث     | آری      | نه        | نه        |
| ۲۰۱۳ | فراموشی         | آری      | آری       | منبع اصلی |
| ۲۰۱۷ | تنها شجاعان     | آری      | نه        | نه        |
| ۲۰۲۲ | تاپ گان: ماوریک | آری      | نه        | نه        |
| ۲۰۲۲ | اسپایدرهد       | آری      | نه        | نه        |
| ۲۰۲۴ | گردبادها        | نه       | نه        | داستان    |
| ۲۰۲۵ | اف۱             | آری      | آری       | داستان    |

فیلم کوتاه
| سال  | عنوان   | کارگردان | نویسنده | توضیحات                         |
| ---- | ------- | -------- | ------- | ------------------------------- |
| ۲۰۰۸ | TR2N    | آری      | نه      | تیزر ترون: میراث                |
| ۲۰۱۷ | The Dig | آری      | آری     | برای نمایش دوربین سینه‌آلتا سونی |

موزیک ویدئو
- «دستم را بگیر» – لیدی گاگا (۲۰۲۲)

تبلیغات
- نینتندو دی‌اس – Touch (2004)
- چرخ‌دنده‌های جنگ – Mad World (2006)
- هیلو ۳ – Starry Night (2007)
- ساب آئرو-ایکس – Blackbird (2007)
- هامر – Selector (2007)
- شورلت – Baby (2008)
- هیلو ۴ – Awakening (2011)
- اساسینز کرید: وحدت – Unity (2014)
- سرنوشت – Become Legend (2014)
- سرنوشت – Evil's Most Wanted (2015)
- دوم – cinematic trailer (2016)
- تاکو بل – Web of Fries (2018)
- BMW i7 M70 – The Calm (2023)[۵]
- شنل – Who Are You Coco Mademoiselle? (2023)